# Le più belle canzoni di Cristiano Malgioglio
Le più belle canzoni di Cristiano Malgioglio è la ristampa dell'album Bellissime (1983) di Cristiano Malgioglio.

## Tracce
1. L'importante è finire
2. Cocktail d'amore
3. A parte il fatto
4. Testardo io
5. L'angelo azzurro
6. Io per amarti
7. Frammenti
8. Ultima nostalgia (Lady, Lady, Lady)
9. Ancora ancora ancora
10. Ho fatto l'amore con me
11. Forte forte forte
12. Non mi basta più
13. Siamo così